# Lineair tijdinvariant systeem
Een lineair tijdinvariant systeem verwerkt een of meer ingangssignalen (excitaties genoemd) tot een of meer uitgangssignalen (responsen of responsies genoemd), en dit op een lineaire manier. Dit wil zeggen dat een lineaire combinatie van excitaties wordt omgezet in dezelfde lineaire combinatie van de afzonderlijke responsen. Tijdinvariantie betekent dat, indien de excitaties in de tijd worden verschoven, de responsen ongewijzigd blijven, behalve dat ze over een gelijk tijdsinterval worden verschoven als de excitaties.
Onderscheiden worden een lineair tijdinvariant continu systeem (LTC-systeem) en een lineair tijdinvariant discreet systeem (LTD-systeem).